# 九十九山
九十九山（つくもやま）は、群馬県前橋市富士見町原之郷に位置する丘。別名御岳（おんたけ）山。標高172メートル。赤城山の流れ山とみられ、山頂に三等三角点の標石がある。

## 概要
九十九山の名は高さが九十九尺（約30メートル）あることに由来するとされる。江戸時代末の藍沢無満は『九十九山の記』で、白山権現を祀ったことから「白」を「百」から「一」を除いたものとして「九十九」と訓じたことに由来するとしている。
江戸時代の『前橋風土記』には「須久毛山」として見える。
無格社・赤城神社が所在したが、明治40年（1907年）に原之郷の富士原神社に合祀された。

## 九十九山古墳
九十九山古墳（つくもやまこふん）は、群馬県前橋市富士見町原之郷の九十九山頂上に築かれた前方後円墳。前橋市指定史跡（昭和49年12月1日指定）。上毛古墳綜覧富士見村第16号。
全長8メートル30センチメートルの袖無型横穴式石室が後円部南方に開口する。
富士見村の郷土かるた『富士見かるた』では「歴史を語る九十九山古墳」としてうたわれている。

## 周辺
- 道の駅まえばし赤城
- 横室の大カヤ
- 大正用水
- 上武道路
- 群馬県道101号